# Swan’s Island
Swan's Island – miasto w Stanach Zjednoczonych, w stanie Maine, w hrabstwie Hancock.